# Bildereiche
Eine Bildeiche (auch Bildereiche) ist ein zum religiösen Denkmal umfunktionierter Baum, der mit einem oder mehreren Bildern geschmückt ist.
Als einfaches, vom Volksglauben geprägtes Kleindenkmal steht eine Bildeiche meist im Zusammenhang mit einem lokalen Ereignis und ist Ausdruck einer tiefen Religiosität. Die zumeist an Eichen angebrachten bildlichen Motive bringen oftmals Maria, die Mutter des Herrn in Bezug zu dem historisch überlieferten Vorkommnis. Bildeichen finden sich überwiegend in römisch-katholisch geprägten Gebieten und stellen eine Mischform aus Andachtsstätte im Wald (Waldandacht) und Flurkreuz dar, die in vielen Fällen auch als Naturdenkmale geschützt sind.